# 香檳加洛普
《香檳加洛普》（英語：Champagne Galop）是丹麥作曲家倫拜的管絃樂作品，是為位於哥本哈根的主題公園趣伏里公園開業兩週年而創作。《香檳加洛普》是倫拜最為世人所認識的作品，2006年，本曲與他另外的兩首作品：《電報加洛普》以及《哥本哈根鐵路公司加洛普》，被選入為《丹麥文化經典》中的古典音樂系列內。

## 配器
- 木管樂器：短笛、長笛、雙簧管、2單簧管（A調）、巴松管
- 銅管樂器：2圓號[2]、2小號[2]、長號、大號
- 敲擊樂器：大鼓、小鼓、鈸、木琴、鐵片琴、木塞槍（英语：Pop gun）（Pop Gun）
- 絃樂器：第1小提琴、第2小提琴、中提琴、大提琴、低音提琴

## 知名度
由於倫拜有「丹麥史特努斯」的美譽，因此丹麥的樂團在新年音樂會中，經常都會採用倫拜的作品，當中包括了本曲。而近年來，就連維也納愛樂樂團著名的新年音樂會中，也曾於2010年及2015年演奏了本曲；至於唱片方面，現時已有近30款的CD作市售。
另外，丹麥廣播公司DR廣播三台的節目《蒙地卡羅》中，也引用了本曲作為遊戲節目中勝出者的背景音樂。
而一齣1938年推出的丹麥同名音樂電影《香檳加洛普》也是採用了包括本曲在內、不少倫拜的作品作為 配樂。

## 外部連結
香檳加洛普：国际乐谱典藏计划上的乐谱 